# Португалија на Светском првенству у атлетици у дворани 2014.
Португалија је учествовала на Светском првенству у атлетици у дворани 2014. одржаном у Сопоту од 7. до 9. марта петнаести пут, односно на свим првенствима до данас. Репрезентација Португалије имала је четворо учесника (3 мушкарца и 2 жене), који су се такмичили у четири дисциплине (2 мушке и 2 женске).,
На овом првенству Португалија није освојила ниједну медаљу. Није било нових рекорда. У табели успешности према броју и пласману такмичара који су учествовали у финалним такмичењима (првих 8 такмичара) Португалија је са 1 учесником у финалу делила 33. место са 5 бодова.
| Плас. | Земља       | 1. место | 2. место | 3. место | 4. место | 5. место | 6. место | 7. место | 8. место | Бр. финал. | Бод. |
| ----- | ----------- | -------- | -------- | -------- | -------- | -------- | -------- | -------- | -------- | ---------- | ---- |
| =33.  | Португалија | 0        | 0        | 0        | 1        | 0        | 0        | 0        | 0        | 1          | 5    |

## Учесници
| Мушкарци: - Расул Дабо — 60 м препоне - Марко Фортес — Бацање кугле | Жене: - Ева Витал — 60 м препоне - Патрисија Мамона — Троскок |  |

## Резултати

### Мушкарци
| Атлетичар    | Дисциплина   | Лични рекорд | Квалификације     | Квалификације     | Полуфинале           | Полуфинале           | Финале               | Финале               | Детаљи |
| Атлетичар    | Дисциплина   | Лични рекорд | Резултат          | Место             | Резултат             | Место                | Резултат             | Место                | Детаљи |
| ------------ | ------------ | ------------ | ----------------- | ----------------- | -------------------- | -------------------- | -------------------- | -------------------- | ------ |
| Расул Дабо   | 60 м препоне | 7,66 НР      | Није завршио трку | Није завршио трку | Није се квалификовао | Није се квалификовао | Није се квалификовао | Није се квалификовао |        |
| Марко Фортес | бацање кугле | 20,77 НР     | 20,12             | 11                |                      |                      | Није се квалификовао | 11 / 19 (20)         |        |

### Жене
| Атлетичарка      | Дисциплина   | Лични рекорд | Квалификације   | Квалификације   | Полуфинале      | Полуфинале      | Финале          | Финале          | Детаљи |
| Атлетичарка      | Дисциплина   | Лични рекорд | Резултат        | Место           | Резултат        | Место           | Резултат        | Место           | Детаљи |
| ---------------- | ------------ | ------------ | --------------- | --------------- | --------------- | --------------- | --------------- | --------------- | ------ |
| Ева Витал        | 60 м препоне | 8,13         | Није стартовала | Није стартовала | Није стартовала | Није стартовала | Није стартовала | Није стартовала |        |
| Патрисија Мамона | троскок      | 14,36 НР     | 13,83           | 1 кв            |                 |                 | 14,26           | 4 / 11          |        |